# Andriy Livytskyi
Andriy Mykolaiovych Livytskyi (en ucraniano: Андрій Миколайович Лівицький; 9 de abril de 1879-17 de enero de 1954) fue un político, diplomático, jurista y figura destacada del movimiento independentista ucraniano. Ocupó cargos clave en la República Popular Ucraniana (RPU), incluyendo el de presidente del Directorio y más tarde, presidente del gobierno ucraniano en el exilio.

## Biografía

### Primeros años y formación
Andriy Livytskyi nació el 9 de abril de 1879 en Lyplyavo, entonces parte del Imperio ruso (actual Óblast de Cherkasy, Ucrania). Estudió matemáticas y derecho en la Universidad San Volodymyr de Kiev, donde se involucró activamente en movimientos políticos de carácter nacionalista ucraniano. Entre 1897 y 1899 estuvo preso en la prisión de Lukyanivska en Kiev por participar en protestas. Fue expulsado de la universidad y exiliado a la Gobernación de Poltava bajo la vigilancia secreta de la policía por participar en la huelga estudiantil de 1899. Después de obtener su diploma universitario en 1903, sirvió en el Tribunal del Raión de Lubní. Desde 1905, fue abogado de la Sala del Tribunal de Járkov, y entre 1913 y 1917, juez electo de Uyezd de Zolotonosha en la Gobernación de Poltava.

### Carrera política
Desde 1901, perteneció al Partido Ucraniano Revolucionario (RUP), dirigiendo su sede regional en Lubní. Fue encarcelado una vez más en relación con las actividades revolucionarias de 1906 y, tras escapar, fue encarcelado de nuevo en 1907.
Durante la Revolución Rusa de 1917, Livytskyi fue elegido miembro de la Rada Central Ucraniana, el primer parlamento autónomo de Ucrania. Durante el Hetmanato (1918), fue miembro de la Unión Nacional Ucraniana, en oposición al gobierno de Pavlo Skoropadskyi. Más tarde, durante la época del Directorio de Ucrania, fue uno de los fundadores del Consejo Laboral de Ucrania, el máximo órgano de gobierno del país. En 1919, ocupó varios puestos ministeriales en el gobierno de la RPU, incluyendo el de ministro de Justicia y ministro de Asuntos Exteriores en el gabinete encabezado por Isaak Mazepa. Durante este tiempo, representó al Estado ucraniano en varias misiones diplomáticas y tratados internacionales.
En octubre de 1919, formó parte de la delegación ucraniana en Varsovia, donde trabajó en la elaboración del acuerdo ucraniano-polaco, firmado en 1920.
Del 14 de octubre al 18 de noviembre de 1920 se desempeñó como primer ministro de la República Popular de Ucrania.
Tras la ocupación bolchevique de Ucrania y la caída del Directorio, Livytskyi se exilió en Europa Occidental junto con otros miembros del gobierno.

### Presidente del Directorio en el exilio
Se estableció en Varsovia bajo la vigilancia constante de la policía polaca.
Después del asesinato de Simon Petliura en 1926, Livytskyi asumió el liderazgo del Directorio y ocupó el cargo de Jefe Atamán del Ejército de la RPU. En este rol, trabajó para mantener la continuidad legal de la RPU y defender la causa de la independencia ucraniana en el extranjero.
Durante la Segunda Guerra Mundial, Livytskyi cooperó con los alemanes y se unió al Comité Nacional Ucraniano en 1945. Tras la guerra, procuró consolidar sus actividades políticas y reorganizar el gobierno de la UPR en el exilio. Durante la primera sesión de dicho gobierno, el 16 de julio de 1948 en Augsburgo, Alemania, en colaboración con Isaak Mazepa, creó la Rada Nacional Ucraniana en el exilio y proclamó formalmente la creación del cargo de Presidente de Ucrania en el exilio, siendo el primer mandatario en ostentar esta posición, hasta su fallecimiento en 1954. Fue sucedido en el cargo por su hijo, Mykola Livytskyi.

### Fallecimiento y legado
Murió el 17 de enero de 1954 en Karlsruhe, Alemania Occidental, fue enterrado en el cementerio Waldfriedhof en Múnich y posteriormente sus cenizas fueron trasladadas al cementerio de la Iglesia Ortodoxa Ucraniana Memorial de San Andrés en South Bound Brook, Nueva Jersey, Estados Unidos.
A través de su actividad política y diplomática, Livytskyi es recordado como una de las figuras centrales en la lucha por la independencia de Ucrania en el siglo XX. Su labor fue esencial para mantener viva la idea de un Estado ucraniano soberano durante los años de ocupación soviética.